# Kyle Parrott
Kyle Parrott (St. Albert, Alberta, 13 september 1985) is een Canadese langebaanschaatser.
In februari 2010 was hij deelnemer op de Olympische Winterspelen in Vancouver.

## Persoonlijke records
| Afstand    | Tijd    | Datum            | Baan           |
| ---------- | ------- | ---------------- | -------------- |
| 100 meter  | 10,43   | 12 maart 2004    | Calgary        |
| 500 meter  | 34,54   | 27 december 2009 | Calgary        |
| 1000 meter | 1.08,07 | 13 december 2009 | Salt Lake City |
| 1500 meter | 1.45,69 | 1 januari 2010   | Calgary        |
| 3000 meter | 3.58,90 | 13 maart 2007    | Calgary        |
| 5000 meter | 6.53,89 | 7 januari 2007   | Calgary        |

## Resultaten
| Jaar | WK Sprint | WK Afstanden | Olympische Spelen            |
| ---- | --------- | ------------ | ---------------------------- |
| 2009 | 14e       | 9e 1000m     |                              |
| 2010 |           |              | 21e 500m 24e 1000m 37e 1500m |